# Velence
Velence är en mindre stad i provinsen Fejér i centrala Ungern. Staden hade 7 366 invånare (2022), på en yta av 33,37 km². Den ligger vid Velencesjöns östra strand.